# Trofalaksja

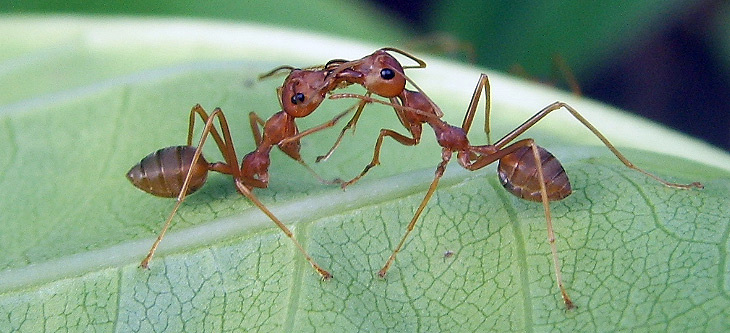
Trofalaksja u mrówek Oecophylla smaragdina.

Trofalaksja – forma kontaktu społecznego owadów, gdzie dochodzi do wymiany związków chemicznych (np. węglowodorów). Substancje te pochodzą z gruczołów zagardzielowych znajdujących się na głowie. Owady podczas czyszczenia rozprowadzają je na powierzchni ciała. Węglowodory tworzą wzór bodźców chemicznych, tzw. „wizę kolonii”, poprzez którą owady się komunikują. Skład lipidów umożliwia relacje osobnikom występującym na tym samym obszarze lub w gnieździe, np. mrówkom Formicidae, pszczołom Apidae i osom Vespidae. Podczas kontaktów dochodzi do wymiany lipidów, więc na powierzchni owada znajduje się mieszanina lipidów pochodzących też od innych członków kolonii. Owady rozróżniają gatunek lub płeć partnera poprzez porównanie składu lipidów. Przykładowo, jeśli osobnik innego gatunku znajdzie się w kolonii termitów, to jej członkowie szybko rozpoznają „intruza” i wypędzają go z gniazda.

## Trofalaksja u mrówek
Mrówki wymieniają się płynną zawartością pokarmową. Większość mrówek może przechowywać w swoim żołądku znajdującym się w tylnej górnej części odwłoku więcej pokarmu niż potrzebuje. Tylko część mrówek pełni rolę dostarczycieli pokarmu do kolonii, ale wszystkie dzielą się z towarzyszką, która o pokarm poprosi. Można mówić tutaj o "wspólnym żołądku" służącym do przechowywania zapasów pożywienia.
U australijskich mrówek miodowych niektóre robotnice przechowują więcej pokarmu niż pozostałe mrówki. Mrówki te o niezwykle mocno rozdętych odwłokach pozostają zawieszone w komorach ziemnego gniazda i magazynują zebrany przez inne robotnice nektar.

## Trofalaksja u pszczół miodnych
Występuje u pszczół robotnic - nie zauważono jej u trutni.